# Torre das Águias

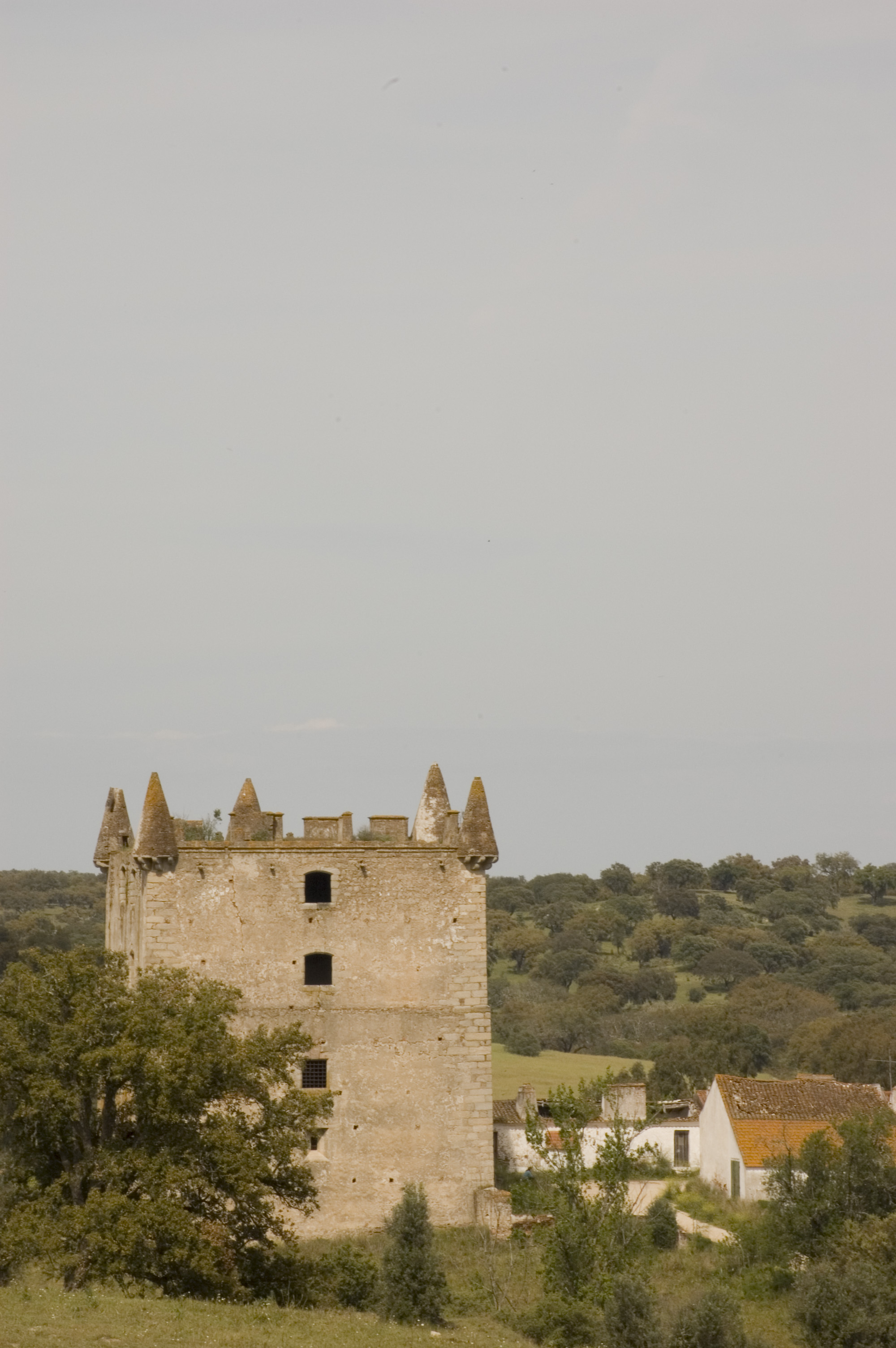
Torre das Águias, Portugal

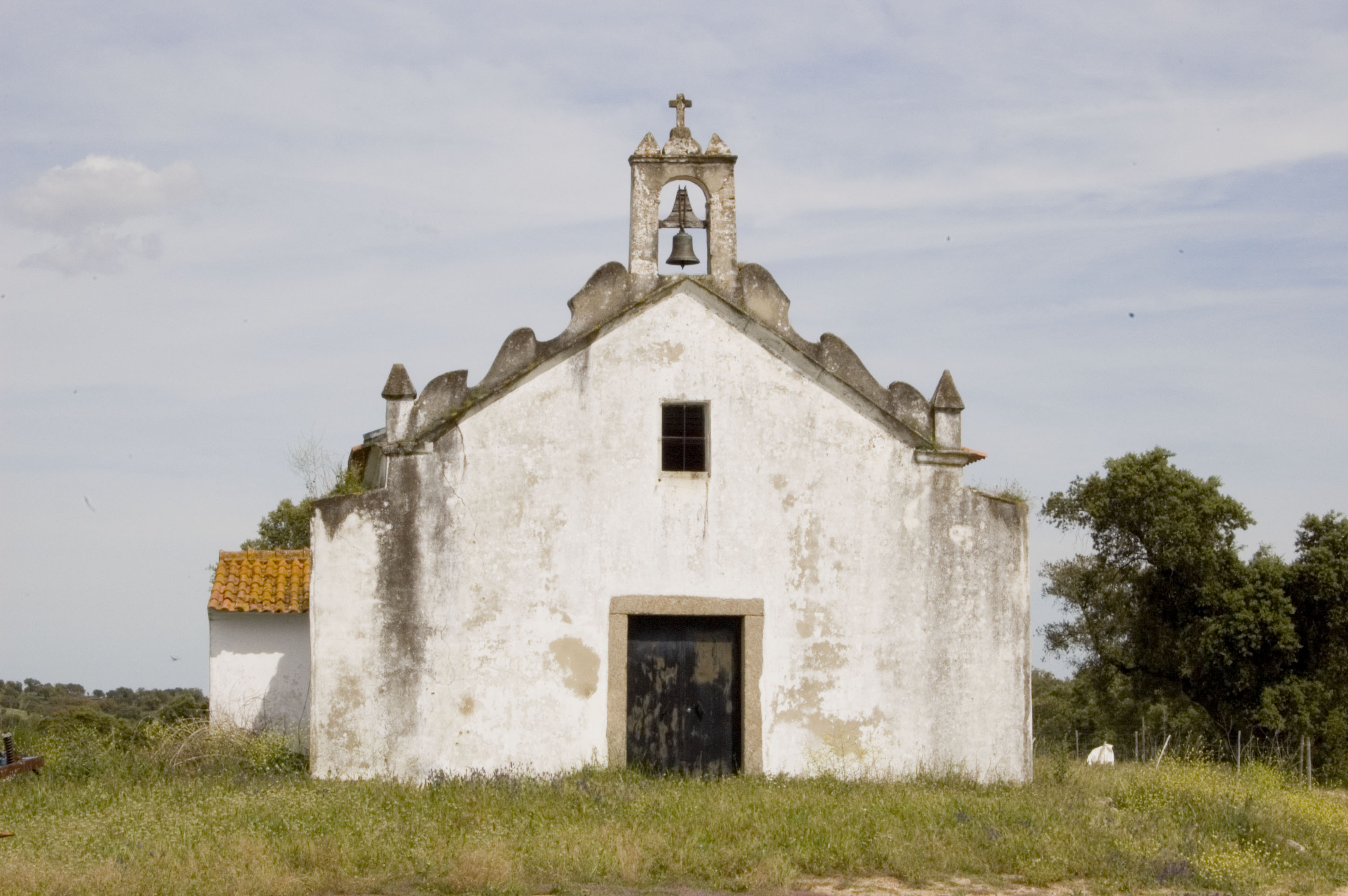
Capella de Sâo Sebastião, Águias

La Torre das Águias es troba al llogaret d'Águias, freguesia de Brotas, municipi de Mora, districte d'Évora, a Portugal.
Veïna del riu Divor i del santuari de Nossa Senhora das Brotas, integrava la vila d'Águias, de la qual encara subsisteixen algunes cases. És un dels exemplars més significatius de torres manuelines de la zona (Torre do Esporão, Solar da Camoeira), Castelo de Torre de Coelheiros i Quinta da Torre do Carvalhal), encara que fretura d'una urgent intervenció de consolidació per part de l'administració pública.

## Història
Erguida al 1520 per Nuno Manuel, guarda major al servei de Manuel I (1495-1521), possiblement sobre una estructura anterior, aquesta torre s'utilitzava per a repòs dels cavallers en les caceres, freqüents a la zona, llavors.
Tot i que va resistir al terratrèmol de 1755, començà a degradar-se a partir del segle xix.
Classificada com a Monument Nacional pel Decret núm. 136 publicat el 23 de juny de 1910, ha estat reparada a càrrec de la Direcció General d'Edificis i Monuments Nacionals (DGEMN), el 1978.
Actualment pertany a particulars i es troba en avançat estat de degradació.(1)

## Característiques
En estil manuelí, presenta planta quadrada amb prop de 18 m de costat per prop de 20 m d'altura, en maçoneria, carreus i pedra de granit, dividit internament en quatre pisos, en els quals hi ha finestres també quadrades. La cobertura seria en adarb o terrassa, coronada per merlets amb balcons de matacans, rematats per cuculles còniques.
Per dins, enclou un ampli saló, cobert per volta d'ogives nervades; el tercer i quart pisos tenen cobertura en voltes de cúpula abatuda.